# Hrach Beglarián
Hrach Beglarián (18 de enero de 1956) es un narrador armenio. Miembro de la Unión de Escritores de Armenia (2013), Miembro del Sindicato de Periodistas de Armenia (1994).

## Biografía
Hrach Beglarián nació el 18 de enero de 1956 en la aldea de Lernaván de la provincia de Lorri. Egreso de la sección de historia y ciencias sociales de la Facultad de Historia del Instituto Pedagógico Armenio Jachatur Abovián y del curso de doctorado del Instituto de Arqueología y Etnografía de la Academia de Ciencias de Armenia. Beglarián es doctor en Ciencias Históricas y da clases en el seminario Vazguenián de Sevan.

## Obras
- Plaza (novela, Ereván, 2011)
- Año de la langosta (novela, Ereván, 2009)
- David el Tartamudo (novela, Ereván, 20109)
- Ventana del paraíso (poesía, Ereván, 2006)
- El llamado de la tierra (cuentos, Ereván, 1996)